# Mecistocephalus capillatus
Mecistocephalus capillatus är en mångfotingart som beskrevs av Yoshioki Takakuwa 1935. Mecistocephalus capillatus ingår i släktet Mecistocephalus och familjen storhuvudjordkrypare. Inga underarter finns listade i Catalogue of Life.